# مريم بن
مريم بن (بالإنجليزية: Myriam Ben)‏ أو (بالإنجليزية: Marylise Ben Haïm)‏ (1928 - 2001)، هي ناشطة، مناضلة، روائية، شاعرة ورسامة جزائرية.
ولدت مريم بن في الجزائر العاصمة في 10 أكتوبر 1928. كان والدها شيوعيًا خدم في الجيش الفرنسي خلال ثورة أكتوبر، ووالدتها كانت فنانة موسيقية. نشأت في منزل غير متدين، وذكّرت لاحقًا بأنها بقيت حتى سن السابعة من عمرها قبل أن تدرك أن عائلتها يهودية. في عام 1940، ألغى نظام فيشي الفرنسي مرسوم كريمو في القرن التاسع عشر، مما حرم اليهود الجزائريين من الجنسية وأدى إلى طردها من المدرسة التي كانت تتردد عليها في الجزائر العاصمة. درست لفترة وجيزة في مدرسة يهودية، لكنها أكملت تعليمها في المنزل بسبب معارضة والدها للصهيونية.

## العدالة الاجتماعية والسياسية
حتى في سن مبكرة، كانت مريم ناشطةً في قضية العدالة الاجتماعية، ولا سيما مكافحة الفقر في الجزائر. في سن الرابعة عشرة أصبحت رئيسة الشيوعيين الشباب. كانت نشطة أيضًا ضمن الاتحاد النسائي، وتمكنت من خلال المنظمة أن تصبح معلمة في الطور الإبتدائي في بلدة مليانة. قامت هي وزملاؤها من المعلمين بتوجيه الطلاب - معظمهم مسلمون وفقراء - ومحاولة رفع وعيهم السياسي وتعزيز شعورهم بضرورة إنهاء الاستعمار.
دعمت مريم جبهة التحرير الوطني (FLN) المناهضة لفرنسا من بداية حرب الاستقلال الجزائرية ، وانضمت إلى صف مقاتلي التحرير الشيوعيين حيث ساهمت في نقل الأسلحة. اعتبرتها الحكومة الفرنسية مجرمة وحكمت عليها غيابيا بعشرين عاما من الأشغال الشاقة، ولكن لم يُلقى القبض عليها أبدا وبعد سنوات صدر عفو عنها. عندما انتهت الحرب في عام 1962 ، أصبحت مريم عضوا في الحكومة الجزائرية المستقلة.

## كتاباتها
بعد أن كانت بالفعل معلمة وثائرةً ومشرعةً، بدأت مريم حياتها الفنية عام 1967 كشاعرة وكاتبة قصص قصيرة وروائية ورسامة. نشرت عددًا من مجموعات الشعر ومجموعة من القصص القصيرة (Ainsi naquit un homme ؛ 1982) ، ورواية (Sabrina ؛ 1986). كما تم الاحتفال بها لرسوماتها المجردة. 

## فرنسا
في عام 1991 ، عندما دخلت الجزائر فترة حرب أهلية ، انتقلت مريم إلى فرنسا، وواصلت الكتابة والرسم حتى وفاتها عام 2001.